# Волжская военная флотилия (Великая Отечественная война)

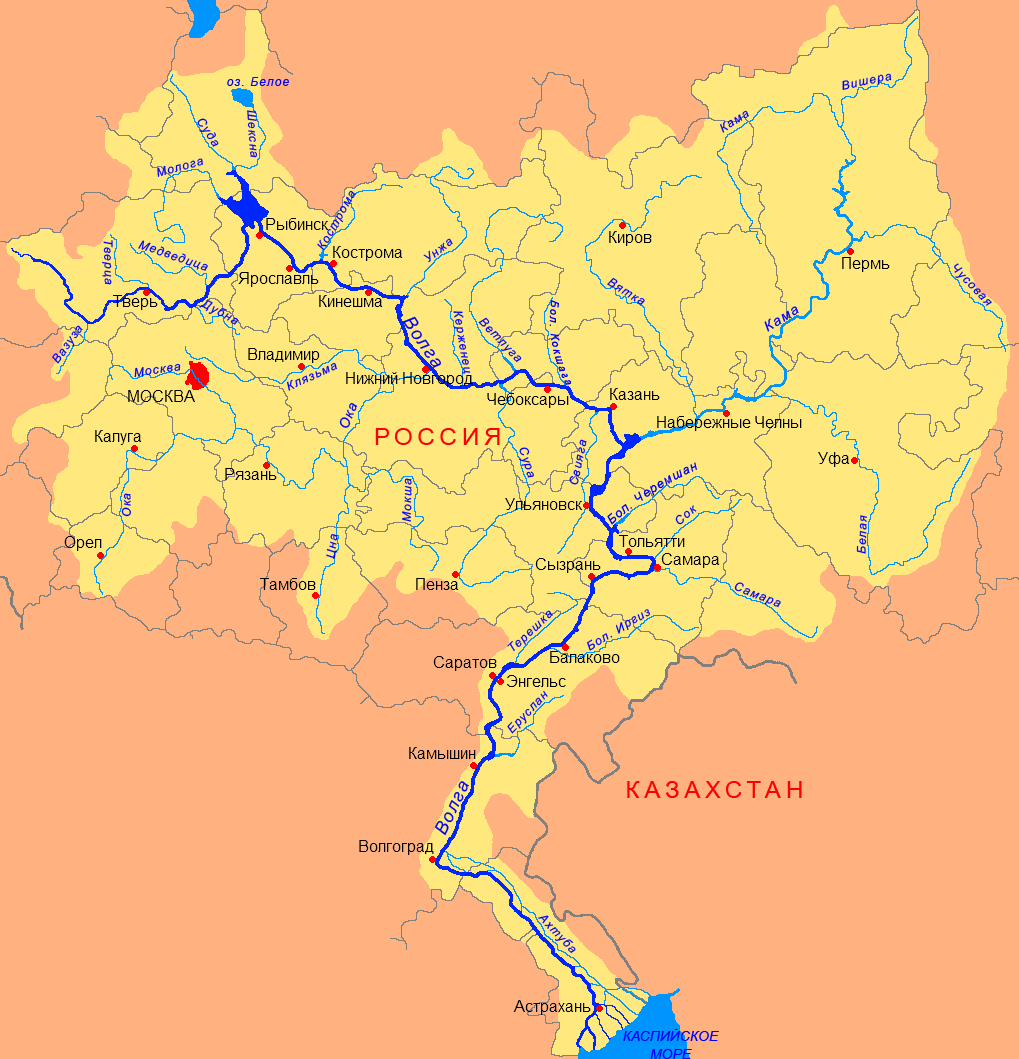
Бассейн реки Волга.

Волжская военная флотилия — речное формирование (объединение, флотилия) в Красном Флоте ВС Союза ССР, в период Великой Отечественной войны.

## История
В период Гражданской войны в бассейне реки Волга существовало несколько речных военных формирований, которые в литературе часто объединяют под общим названием Волжская военная флотилия. В межвоенный период Волжская военная флотилия была расформирована.

### Великая Отечественная война
Волжская военная флотилия была воссоздана после начала Великой Отечественной войны 23 октября 1941 года. Базой формирования флотилии стал Учебный отряд военных кораблей с главной базой в Сталинграде, существовавший с 16 июля 1941 года. К лету 1942 году флотилия в своём составе имела три бригады: 1-й командовал контр-адмирал С. М. Воробьев (база — Саратов); 2-й — контр-адмирал Б. В. Хорошхин (позднее Т. А. Новиков, база — Красноармейск), и 3-й (тральщиков) — капитан 1 ранга П. А. Смирнов (база — Сталинград). 22 мая 1942 года наркомы ВМФ и речного флота издали совместный приказ о мерах по обеспечению противоминной защиты перевозок по Волге. В состав флотилии вошли корабли учебного отряда, мобилизованные гражданские суда (в том числе из состава флотилии РУЖД) и новые бронекатера. В состав флотилии входили 7 канонерских лодок, 14 бронекатеров, 33 катерных тральщика, две плавучие зенитные батареи, железнодорожная батарея и два батальона (32-й и 33-й) морской пехоты. Изначально штаб флотилии базировался в Сталинграде, но в марте 1942 года переведён в Ульяновск.
Первые случаи минирования волжского фарватера немецкой авиацией были зарегистрированы 22 июля 1942 года. К 1 августа на фарватеры установлена 231 морская мина. Движение судов и траление были организованы плохо, и только за неделю 25 июля — 3 августа от авианалётов и мин погибло 48 судов, в том числе 26 сухогрузных и 16 ценных нефтяных барж. После этих успехов немецкая авиация переключилась на бомбардировки Сталинграда и войск около него, сократив постановку мин: 74 в августе и 37 мин в сентябре-ноябре. Столкнувшись с потерями на Волге, советское руководство начало принимать меры. На судах было установлено 64 зенитных пушки и 239 зенитных пулемётов. Было создано 430 постов противоминного наблюдения на берегах и на лодках. 21 августа от атак немецких бомбардировщиков у Черного Яра потоплено 5 нефтяных барж.
До начала Сталинградской битвы флотилия проводила траление фарватера от вражеских мин, проводку судов, отражение атак вражеской авиации на гражданские суда. С началом Сталинградской битвы флотилия состояла в оперативном подчинении командованию Сталинградского фронта. В ходе сражения флотилия оказывала обороняющимся частям Красной Армии огневую поддержку, высаживала десанты, переправляла части Красной Армии, оружие, боеприпасы и продовольствие в город; вывозила из Сталинграда раненых, женщин и детей. В составе флотилии 2 бронекатера имели на вооружении реактивные миномётные установки, выполняя задачи «Катюш». За время Сталинградской битвы флотилия потеряла 3 бронекатера, два из которых были потоплены при высадке Латошинского десанта, а один при снятии этого десанта (30 октября — 3 ноября 1942 года). В то же время за два месяца боевых действий из мобилизованных гражданских судов противником было потоплено 18 пароходов и 6 пассажирских катеров, а также 12 катерных тральщиков и 6 полуглиссеров.
В ходе сражения артиллерией флотилии выполнено свыше 1200 стрельб по врагу, были уничтожены 3 полка пехоты противника, 47 танков, 133 автомашины, подавлен огонь 118 артиллерийских и миномётных батарей, сбито 16 самолётов, уничтожено 217 дзотов и блиндажей и огневых точек, 7 складов. В город было переправлено около 90 000 солдат и офицеров, 13 тыс. тонн грузов. Из города было эвакуировано 52 тыс. человек.
За мужество и героизм, проявленные в ходе сражения, 1-му и 2-му дивизионам бронекатеров были присвоены звания гвардейских, а канонерские лодки «Усыскин» и «Чапаев» награждены орденами Красного Знамени.
После окончания Сталинградской битвы боевые корабли флотилии были переданы в состав Азовской и Днепровской военных флотилий. В составе Волжской флотилии были оставлены только 2 дивизиона тральщиков для очистки фарватера Волги от вражеских мин.
В составе флотилии успешно воевал единственный в ВМФ СССР в годы войны полностью женский экипаж катера-тральщика № 611 под командованием старшины 2-й статьи Антонины Куприяновой.
Однако завершение Сталинградской битвы не означало прекращение войны для флотилии. Немецкое командование возложило на люфтваффе задачу перерезать важнейшую водную коммуникацию СССР Волгу, чтобы парализовать доставку бакинской нефти в центральные районы страны. С 27 апреля 1943 года немцы начали массовые минные постановки на Волге с воздуха севернее и южнее Сталинграда, затем распространив их на всё протяжение реки от Астрахани до Саратова. Советскому командованию пришлось летом 1943 года вновь срочно наращивать корабельный состав Волжской флотилии за счёт переоборудованных в тральщики гражданских речных судов (всего такой переделке подверглись около 200 судов), из которых были созданы 5 бригад траления и речных кораблей. Интенсивность боевых действий в навигацию 1943 года была высочайшей: протралено в общей сложности 143 000 километров русла реки, обнаружено и уничтожено 343 мины. Из проведённых по реке свыше 8 000 грузовых судов подорвались только 20 (0,25 %). Добиться сокращения перевозок по Волге немцам не удалось.
В условиях отсутствия специальных тральных судов, недостатка специалистов трального дела и современных противоминных средств (пополнение в первую очередь направлялось на действующие флоты) и большого количества установленных немецкой авиацией мин, боевое траление на Волге велось всю навигацию 1943 года и в первые месяцы навигации 1944 года. О степени опасности говорит тот факт, что при тралении мин подорвались на них 17 катеров и судов флотилии, из которых 12 погибли.
Попытки пресечь траление и судоходство ударами с воздуха завершились полным провалом: в 118 зарегистрированных атаках немецких самолётов на военные корабли и гражданские суда на Волге в 1943 году им не удалось потопить ни одного.
После завершения тральных работ на Волге приказом наркома ВМФ СССР от 30 июня 1944 года Волжская военная флотилия была расформирована.
Потери в личном составе флотилии в 1942—1944 годах насчитывали 272 человека убитых и умерших от ран, 152 пропавших без вести и попавших в плен, 198 погибших от небоевых причин (итого безвозвратные потери 622 человека). Санитарные потери насчитывали 324 раненых и контуженных и 5 заболевших.

#### Командный состав
Командующие
- капитан 1 ранга Сапожников С. Г. (октябрь — ноябрь 1941 г., врид)
- контр-адмирал Воробьёв С. М. (ноябрь 1941 г. — февраль 1942 г., врид)
- контр-адмирал Рогачёв Д. Д. (февраль 1942 г. — май 1943 г.)
- контр-адмирал Пантелеев Ю. А. (май-декабрь 1943 г.)
- капитан 1 ранга Смирнов П. А. (декабрь 1943 г. — июнь 1944 г.)

Военные комиссары
- бригадный комиссар Яковенко М. Г. (октябрь 1941 г. — январь 1942 г., врид)
- дивизионный комиссар Раскин А. Л. (январь-июнь 1942 г.)
- дивизионный комиссар Бельский П. И. (июнь-август 1942 г.)
- дивизионный комиссар Бондаренко П. Т. (август-октябрь 1942 г.)
- бригадный комиссар Калужский А. Г. (22 сентября 1942 — 15 апреля 1943 г.)
- капитан 1 ранга Зарембо Н. П. (июнь-октябрь 1943 г.)

Начальники штаба
- капитан 2 ранга Колчин Е. С. (октябрь — ноябрь 1941 г., врид и февраль 1943 г., врид)
- капитан 1 ранга Сапожников С. Г. (ноябрь-декабрь 1941 г.)
- контр-адмирал Трайнин П. А. (декабрь 1941 г. — февраль 1942 г.)
- капитан 2 ранга Асямолов А. А. (февраль-март 1942 г., врид)
- капитан 1 ранга, с декабря 1942 г. контр-адмирал Фёдоров М. И. (март 1942 г. — февраль 1943 г.)
- контр-адмирал Новиков Т. А. (февраль-май 1943 г.)
- капитан 2 ранга, с июля 1943 г. капитан 1 ранга Григорьев В. В. (май-сентябрь 1943 г.)
- капитан 2 ранга Сергеев Н. Д. (сентябрь 1943 г. — июнь 1944 г.)

## Память
- Разъездной баркас «Герой» на постаменте, Нижний Новгород, Нижневолжская набережная.
- Памятник героям ВВФ гражданской войны на площади Маркина, Нижний Новгород
- Сталинградская (Чкаловская) лестница, Волжский откос, Нижний Новгород
- Бронекатер БК-13, музей Сталинградской битвы, Волгоград.
- Памятник в посёлке Водстрой, Волгоград
- Набережная имени Волжской флотилии, Спартановка, Волгоград
- Улица Волжской флотили, Волжский, Волгоградская область.
- Мемориальная доска в Гимназии № 1, Ульяновск, Ульяновская область[8].

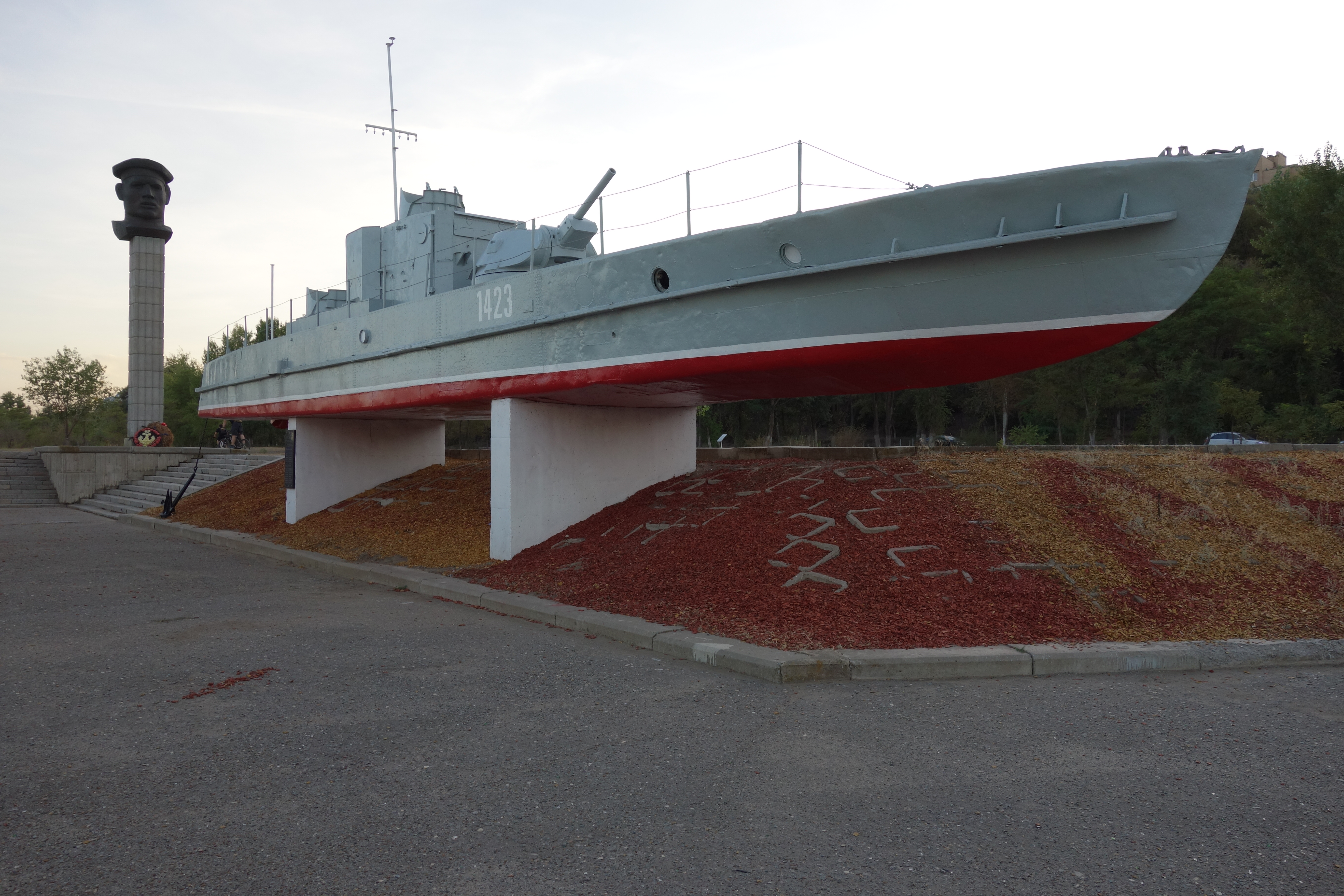
БК-13, Волгоград.
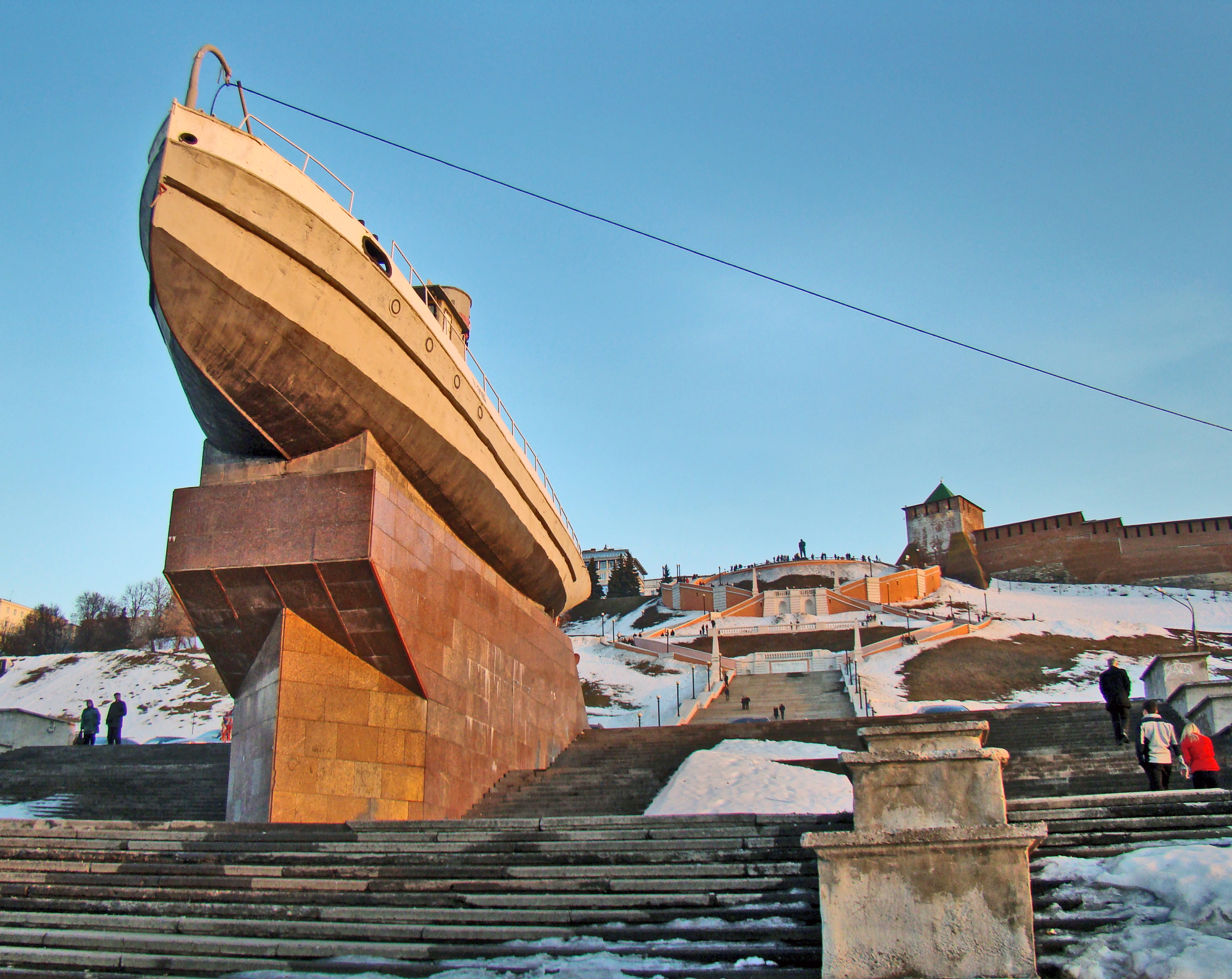
Разъездной баркас «Герой», Нижний Новгород.